# Perekhodnyj vozrast
Perekhodnyj vozrast (russisk: Переходный возраст) er en sovjetisk spillefilm fra 1968 af Ritjard Viktorov.

## Medvirkende
- Jelena Proklova som Olga Aleksejeva
- Sergej Makejev som Kolja
- Vitalij Segeda som Vitja
- Aleksandr Barskij som Serjozja
- Lena Bespalova som Lena